# Condado de Osborne (título nobiliario)
El condado de Osborne es un título nobiliario pontificio concedido por el papa Pío X, mediante breve apostólico de 6 de agosto de 1869, a Juan Nicolás Osborne y Böhl de Faber, diplomático español, hijo del fundador de las bodegas Osborne.

## Historia
Juan Nicolás Osborne fue el segundo de los hijos del bodeguero inglés Thomas Osborne Mann, precursor de las bodegas Osborne de El Puerto de Santa María, y su esposa Aurora Böhl de Faber y Ruiz de Larrea. Sus abuelos maternos fueron el hispanista alemán Juan Nicolás Böhl de Faber, cónsul del reino de Prusia en Cádiz, y la salonnière gaditana Frasquita Larrea. Era por tanto sobrino de la célebre escritora Fernán Caballero, seudónimo de su tía Cecilia Böhl de Faber.
A la muerte sin descendencia del I conde de Osborne en 1897, el título pasó a la línea de su hermano mayor Tomás Osborne y Böhl de Faber, que había quedado al frente de la bodega portuense. En 1899, el papa León XIII confirmó sucesor al hijo de éste, Tomás Osborne Guezala, que obtuvo además autorización para el uso de la dignidad en España por real despacho de 21 de julio de 1900.

## Condes de Osborne
|     | Titular                              | Periodo    | Notas                     | Refs        |
| --- | ------------------------------------ | ---------- | ------------------------- | ----------- |
| i   | Juan Nicolás Osborne y Böhl de Faber | 1869-1897  |                           | [ 1 ]       |
| ii  | Tomás Osborne Guezala                | 1899-1935  | En España sólo desde 1900 | [ 1 ] [ 2 ] |
| iii | Ignacio Osborne Vázquez              | 1938-1972  | En España sólo desde 1955 | [ 1 ] [ 3 ] |
| iv  | Tomás Osborne Vázquez                | 1981-2002  |                           | [ 4 ]       |
| v   | Tomás Osborne Gamero-Cívico          | desde 2003 |                           | [ 5 ]       |